# Claude Moreau
Pour les articles homonymes, voir Moreau.
Claude Moreau est un coureur cycliste français, né le 19 décembre 1958 à Sallertaine, en Vendée. Il devient professionnel en 1982 et le reste jusqu'en 1984, au sein de la même équipe, nommée Coop-Mercier-Mavic en 1982 et 1983 puis Coop-Hoonved-Rossin en 1984.

## Biographie
En 1981, il termine sixième du championnat du monde du contre-la-montre par équipes sous les couleurs de l'équipe de France, avec Laurent Fignon, Pascal Jules et Marc Gomez.

## Palmarès
- 1979
  -  Champion de France du contre-la-montre par équipes
- 1980
  - Deux Jours cyclistes de Machecoul :
    - Classement général
    - 2e étape
- 1981
  - 1re et 4e (contre-la-montre) étapes des Trois Jours de Vendée
  - 1re étape du Circuit du Bocage vendéen
  - Circuit des Deux Provinces
  - 3e étape du Ruban granitier breton
  - Jard-Les Herbiers
  - 2e du Ruban granitier breton
  - 2e du Circuit du Bocage vendéen
  - 2e du Grand Prix des Nations amateurs
  - 2e du Grand Prix de France
  - 3e de la Palme d'or Merlin-Plage
- 1982
  - 3e étape du Circuit de la Sarthe
- 1983
  - 4ea étape du Circuit de la Sarthe (contre-la-montre)
  - 2e étape du Tour de France (contre-la-montre par équipes)
  - 2e du Circuit de la Sarthe
  - 3e du Grand Prix d'Aix-en-Provence
- 1984
  - Tour de Vendée
  - Circuit de la Sarthe :
    - Classement général
    - 4ea étape  (contre-la-montre)
- 1986
  - Tour de Vendée amateurs
  - 4e étape des Trois Jours de Vendée (contre-la-montre)
  - 2e des Trois Jours de Vendée
- 1987
  - Circuit des plages vendéennes :
    - Classement général
    - 1re étape

  - 4e étape des Trois Jours de Vendée (contre-la-montre)
  - Circuit du Marensin
  - 2e des Trois Jours de Vendée
  - 2e du Circuit de la Chalosse
- 1989
  - Tour de Loire-Atlantique
  - Tour de Vendée amateurs
  - Quatre Jours de Vendée
  - 2e du Circuit de la Chalosse
  - 2e des Deux Jours cyclistes de Machecoul
  - 3e des Trois Jours des Mauges
- 1990
  - Circuit de la Chalosse
  - 2e du Tour du Pays des Olonnes
  - 2e de Jard-Les Herbiers
- 1991
  - Tour de Vendée amateurs

## Résultats sur les grands tours

### Tour de France
2 participations
- 1983 : 60e, vainqueur de la 2e étape (contre-la-montre par équipes)
- 1984 : 114e